# Korsetmager
En korsetmager er en skrædder, som fremstiller korsetter. 
Håndværket har især været udbredt i Frankrig og England frem til omkring 1920; men der har også været – og findes stadig – korsetmagere i Danmark.

## Historisk
Fra midten af 1600-tallet fandtes specialiserede korsetmagere i Frankrig. Korsetstivere var oftest lavet af fiskeben (hvalbarder), der blev udskåret af mænd og indsyet i korsettet af kvinder, selvom kvinder på det tidspunkt ikke havde ret til at være skræddere. Først i 1776 blev det her tilladt kvinder over 18 år at blive del af det tidligere mandlige fag.
Den begyndende industrialisering i sidste del af 1700-tallet betød, at korsetter kunne fremstilles nemmere og billigere.  I Paris fandtes i 1855 omkring 10.000 beskæftiget inden for fremstilling af korsetter. Korsetter af god kvalitet måtte skræddere stadig lave i hånden.

## Håndværket
Det kræver skrædderi af allerfineste kvalitet, fordi korsettet skal kunne tåle stræk, uden at dette går ud over pasformen. Det er derfor nødvendigt at have et indgående kendskab til stoffer og et godt øjemål. Desuden er det nødvendigt med et grundigt kendskab til anatomi.